# Гавайский симфонический оркестр
Гавайский симфонический оркестр (англ. Hawaii Symphony), до 2010 г. Симфонический оркестр Гонолулу (англ. Honolulu Symphony) — американский симфонический оркестр, базирующийся в Гонолулу. Основной площадкой оркестра является Блейсделл-центр (бывший Международный центр Гонолулу), построенный в 1964 году и значительно реконструированный в 1994-м.
Ведёт свою историю с 1900 года, когда в одном из клубов Гонолулу был создан первый любительский оркестровый состав (преимущественно из живших здесь немцев), и в связи с этим считается одним из старейших оркестров США. В 1914 году коллектив был распущен и воссоздан десять лет спустя. В дальнейшем состав оркестрантов вплоть до середины XX века в значительной мере пополнялся музыкантами военных оркестров, относившихся к дислоцированным на Гавайях подразделениям армии, флота и полиции. В профессионализации коллектива значительную роль сыграли композитор и дирижёр Фриц Харт, руководивший им в 1940-е годы, и сменивший его Джордж Барати. Амбициозная программа по привлечению детской и юношеской аудитории, инициированная Барати, к 1967 году включала 60 концертов для детей в год и около 400 выступлений отдельных солистов и групп в школах и кампусах — успех этой программы привёл к присуждению оркестру миллионного гранта Фонда Форда. В то же время вплоть до 1960-х гг. состав оркестра оставался в значительной степени любительским — так, о своей игре на скрипке в его составе в свободное от службы время вспоминает командир подводной лодки Пол Шратц.
На протяжении 2000-х гг. коллектив регулярно испытывал финансовые трудности. В конце концов в 2010 году оркестр был объявлен банкротом и распущен ввиду многомиллионных долгов. Однако уже на следующий год группа местных предпринимателей воссоздала его под новым названием.

## Руководители оркестра
- Фриц Харт (1937—1949)
- Джордж Барати (1950—1968)
- Роберт Ла-Марчина (1968—1979)
- Доналд Джоханос (1979—1994)
- Сэмюэл Вон (1996—2004)
- Андреас Делфс (2007—2010)
- Джоан Фаллетта (с 2011 г., музыкальный советник)